# التعاليم الأرثوذوكسية الشرقية المتعلقة بالفيليوك

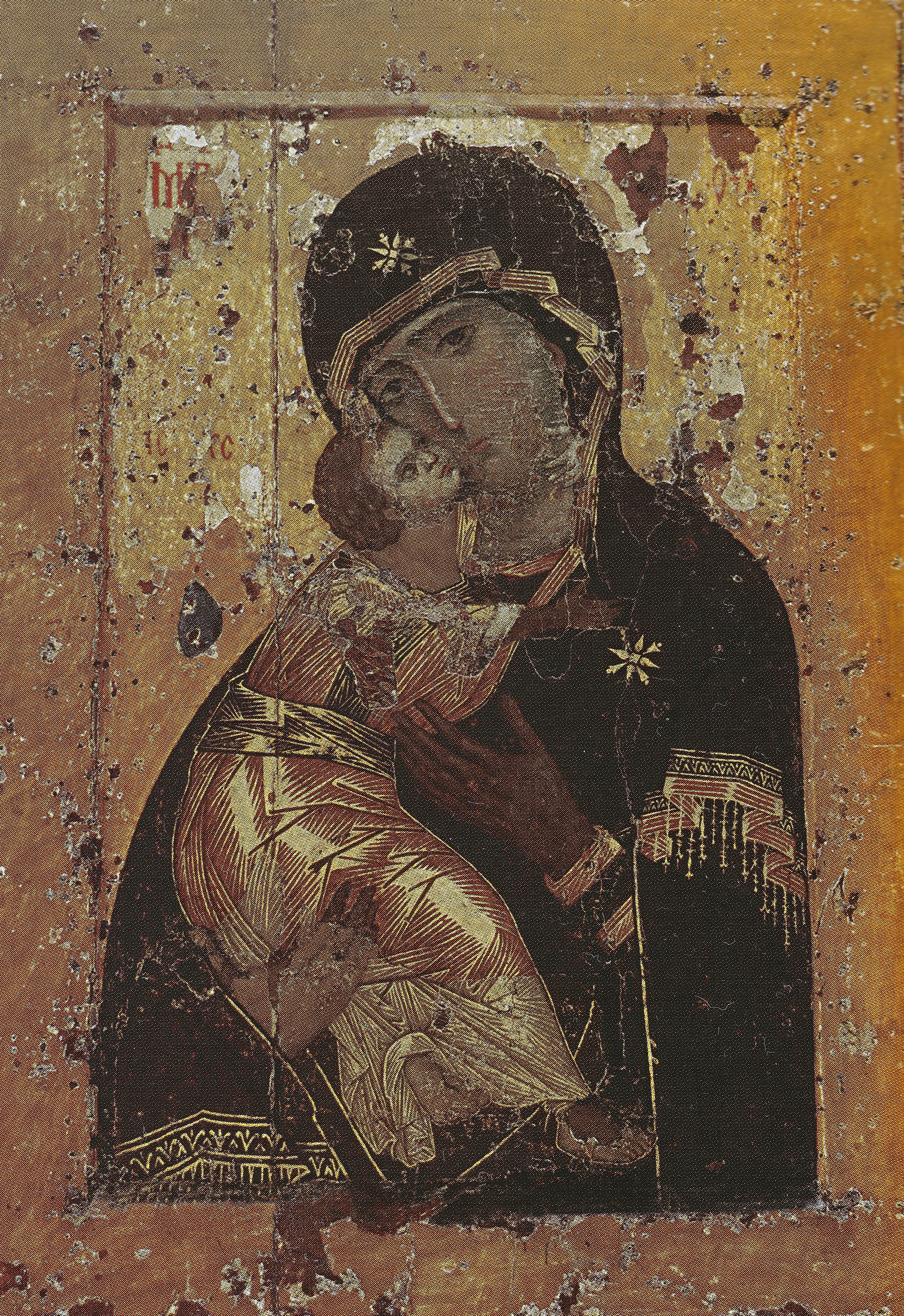
عذراء فلاديمير.

يتحدد موقف الكنيسة الأرثوذوكسية الشرقية في ما يتعلق بجدل الفيليوك بتفسيرها للإنجيل، وبتعاليم آباء الكنيسة وبعقائد المجامع المسكونية السبعة وتعاريفها، وأيضًا بقرارات العديد من المجامع المعينة للكنيسة الأرثوذوكسية الشرقية.
يصف ويليام لا دو المعرفة اللاهوتية الأرثوذوكسية الشرقية الحديثة بأنها انشقاق بين مجموعة علماء يتمسكون ب «تقليد متزمت يعود إلى فوتيوس» وعلماء آخرين «لم يكونوا معارضين بعناد (للفيليوك)». أكد فلاديمير لوسكي أن أي مفهوم لانبثاق مزدوج للروح القدس من كل من الآب والابن لا يتوافق مع اللاهوت الأرثوذوكسي. كان من بين العلماء الأرثوذوكس الذين كانوا يشاركون لوسكي نظرته دوميترو ستانيلواي وجون رومانيديس وميشيل بومازانسكي. إلا أن سيرجيوس بولغاكوف كان يرى أن الفيليوك لم يكن يمثل عائقًا لا يمكن تجاوزه لاتحاد الكنائس الأرثوذوكسية الشرقية الكاثوليكية الرومانية.
يرتكز التفسير الشرقي الأرثوذكسي للثالوث المقدس على أن الثالوث المقدس ينبثق من الآب وحده وفيه تتواجد أسباب وجوده أو جوهره (طريقة وجوده) بصفته «إله واحد، أب واحد» وأن الفيليوك يسيء تفسير اللاهوت كما كان قد عرف في مجمعي نيقيا والقسطنطينية. لا يعني الموقف الذي يتبنى العقيدة القائلة بأن «الروح القدس تنبثق من الآب والابن» أن للروح القدس منشأين، وهو الموقف الذي تبناه الغرب في مجمع فلورنسا، إذ أعلن المجمع أن «جوهر الروح القدس ووجوده المتأصل يعودان إلى الآب والابن، وينبثق منهما منذ الأزل كمبدأ ومنشأ واحد».

## آراء القديسين الأرثوذوكس الشرقيين
أدان العديد من الآباء وقديسي الكنيسة الأرثوذوكسية الشرقية ذوي المكانة إضافة الفيليوك إلى مذهب نيقيا-القسطنطينية بصفته هرطقة، من بينهم فوتيوس الأول وجريجوري بالاماس ومرقس الأفسسي، الذين عادة ما أشير إليهم بالأعمدة الثلاثة للأرثوذوكسية. إلا أنه يمكن تفسير عبارة «تنبثق الروح القدس من الآب والابن» بمعنى أرثوذوكسي إن كان واضحًا من السياق أن «الانبثاق من الابن» يشير إلى بعث الروح القدس حين تحين الساعة، لا إلى انبثاق مزدوج ضمن الثالوث المقدس نفسه. ولذلك، دافع مكسيموس المعترف عن الاستخدام الغربي للفيليوك في سياق يختلف عن سياق مذهب نيقيا-القسطنطينية و«دافع عن الفيليوك بصفته تغييرًا شرعيًا للصيغة الشرقية القائلة بأن الروح القدس تنبثق من الآب عبر الابن»
في ما يتعلق بالروح القدس، فقد قيل أن وجودها لا يعود إلى الابن أو عبر الابن، بل انها تنبثق من الآب وأنها تمتلك الطبيعة ذاتها التي يمتلكها الابن، وأن روح الابن في الحقيقة هي واحد في الجوهر معه.
كتب هيروثيوس فلاتشوس، رئيس أساقفة نافباكتوس، أنه وفقًا للتقليد الأرثوذوكسي الشرقي فإن غريغوريوس أسقف نيصص هو من كتب القسم المتعلق بالروح القدس في مذهب نيقيا-القسطنطينية في مجمع القسطنطينية الأول في عام 381. شكك سيسيينكي أن غريغوريوس أسقف نيصص «كان ليقبل بالفيليوك كما فسر لاحقًا في الغرب، على الرغم من أنه كان قد شهد الحقيقة الهامة (التي عادة ما يجري تجاهلها في الشرق) القائلة بوجود علاقة أبدية، لا مجرد علاقة مادية، بين الروح القدس والابن».

## اللاهوت الأرثوذوكسي الشرقي
في الأرثوذوكسية الشرقية، يبدأ اللاهوت بأقنوم الآب، الذي لا يعتبر جوهر الله، نظرًا إلى أن الآب هو إله العهد القديم. والآب هو أصل جميع الأشياء، وذلك هو أساس ونقطة انطلاق   التعاليم الأرثوذوكسية المتعلقة بالثالوث المقدس لإله واحد في الآب، إله واحد، لجوهر الآب (إذ إن غير المخلوق يأتي من الآب، وفعليًا هذا هو الآب). في اللاهوت الأرثوذوكسي الشرقي، تدعى حالة غير المخلوق للإله أو وجوده أو جوهره باللغة الإغريقية موجودية. يسوع المسيح هو الابن (الإله الانسان) للآب غير المخلوق (الله). الروح القدس هي روح الآب غير المخلوق (الله).
يسمى نشاط الثالوث الأقدس وحقيقته في الخلق طاقات الله، إذ إن الله بصفته خالقًا هو الضوء الإلهي وهذا الضوء غير المخلوق (الطاقة) هو الأساس الذي تستمد منه جميع الأشياء وجودها. يمتلك الله أقانيم لوجوده، وترجم هذا المفهوم ككلمة «شخص» في الغرب. وكل أقنوم لله هو وجود خاص وفريد لله. ويمتلك كل أقنوم الجوهر ذاته (الآتي من الأصل، دون أصل، الآب (الله) هم غير مخلوقين). وكل ميزة معينة من الميزات التي تشكل أقنومًا لله ليست اختزالية ولا يمكن مشاركتها. 
وما كان قد تحدد في مذهب نيقيا النهائي هو هذه المحايثة للثالوث الأقدس. ولم تكن مادية الله، أي الشكل الذي يعبر فيه الله عن نفسه في الواقع (طاقاته)، الأمر الذي تطرق إليه المذهب بشكل مباشر. ولم تكن أيضًا خصوصية العلاقات الداخلية لوجود الله هي ما تحدد ضمن مذهب نيقيا. ويمكن تفسير محاولة استخدام المذهب لتفسير طاقات الله باختصارها وجود الله إلى مجرد طاقات (نشاطاته، إمكانياته، حقيقته) على أنها هرطقة نصف موناركية. وكان اللاهوتيون الأرثوذوكس الشرقيون قد اشتكوا من هذه المشكلة في التعاليم الدوغمائية الكاثوليكية الرومانية لأكتوس بوروس.

### عبارة ثيودوريت ضد كيرلس
رفض ثيودوريطس، أسقف النبي هوري في مقاطعة الفراتية الرومانية، تأييد خلع نسطور، رئيس أساقفة القسطنطينية، في عام 431 من قبل مجمع أفسس الأول. اتهم ثيودوريت كيرلس الأول بابا الإسكندرية بأنهم قدم تعاليم خاطئة تقول بأن للابن دور في نشوء الروح القدس. وفي الحقيقة، ثمة العديد من العبارات التي أعلن فيها كيرلس لمدة قصيرة جدًا أن الروح القدس نشأت من الآب والابن (إضافة إلى عبارات مشابهة بأن الروح القدس نشأت من الآب عبر الابن) في علاقة ثالوث أقدس داخلية. كتب أنتوني ماس أن ما أنكره ثيودوريت لم يكن الانبثاق الأزلي للروح القدس من الآب والابن، بل فقط الزعم بأن الروح القدس قد خلقت من قبل الابن أو عبره. ووصف الموقف الذي تبناه فوتيوس القائل بأن الروح القدس انبثقت من الآب وحده بأنه إعادة صياغة لموقف ثيودوريت. وعلى الرغم من هجوم ثيودوريت عليه بسبب قوله إن «الروح القدس وُجدت إما من الابن أو عن طريق الابن»، فقد واصل كيرلس استخدام هذه العبارة.
تحت إلحاح كبير من قبل آباء مجمع خلقيدونية (451)، أعلن ثيودوريت في النهاية حرمانًا كنسيًا ضد نسطور. وتوفي في عام 457. وبعد مرور 100 عام بالضبط تقريبًا، أعلن مجمع القسطنطينية الثاني (553) حرمانًا كنسيًا ضد من يدافع عن كتابات ثيودوريت ضد القديس كيرلس وال 12 حرمانًا، وهاجم ثيودوريت الحرمان التاسع من بينها بسبب ما قاله عن انبثاق الروح القدس. ثيودوريت هو قديس الأرثوذوكسية الشرقية، إلا أنه يسمى المحروم كنسيًا في الأرثوذوكسية الغربية والكنيسة الرومانية. تحدث كيرلس عن المسألة التي اتهمه ثيودوريت بها بأنها كانت سوء فهم. وقدم كيرلس نفسه تعاليم تقول إن التعليم اللاتيني لانبثاق الروح القدس من الآب والابن قد خلط حسب ما يبدو بين الأقانيم الثلاثة لله وبين المزايا العامة لكل أقنوم وبين تجلي طاقة الله في العالم.

### يوحنا الدمشقي
قبل فوتيوس، كتب القديس يوحنا الدمشقي بشكل واضح عن علاقة الروح القدس بالآب والابن.
نقول كلانا عن أن الروح القدس من الآب ونسميها روح الآب، في حين أننا لا نقول مطلقًا أنه من الابن، بل نكتفي بتسميته الروح الابن.
ذكر موقف القديس يوحنا الدمشقي أن الروح القدس انبثقت من الآب وحده، وأن ذلك حدث عن طريق الابن كوسيط، وبذلك اختلف موقفه عن موقف فوتيوس. لم يؤيد يوحنا الدمشقي ولا فوتيوس الفيليوك في المذهب مطلقًا.

### فوتيوس وموناركية الأب
أصر فوتيوس على عبارة «من الآب» واستبعد عبارة «عن طريق الابن» (المسيح بوصفه سببًا مساعدًا للروح القدس لا سببًا رئيسيًا لها) في ما يتعلق بالانبثاق الأزلي للروح القدس: كانت عبارة «عن طريق الابن» تنطبق فقط على المهمة المؤقتة للروح القدس (البعث حين تحين الساعة). تطرق فوتيوس في كامل عمله عن الفيليوك إلى لغز الروح القدس. وأن أي إضافة على المذهب ستكون معقدة وسيشوش تعريفًا بسيطًا وواضحًا لأنطولوجيا الروح القدس التي قدمتها مسبقًا المجامع المسكونية. 
وصف موقف فوتيوس بأنه تأكيد للمذهب الأرثوذوكسي حول موناركية الآب. ووصف موقف فوتيوس القائل بأن الروح القدس تنبثق من الآب وحده بأنها إعادة صياغة لتعاليم مدرسة أنطاكية لآباء كبادوكيون (مقابل مدرسة الاسكندرية) حول «موناركية الآب». 
وحول التعاليم الأرثوذوكسية الشرقية («من الآب وحده»)، يقول فلاديمير لوسكي بأنها في حين «تبدو جديدة من الناحية الشفهية»، فإنها تعبر في مضمونها المذهبي عن التعاليم التقليدية التي تعتبر أرثوذوكسية. وتأتي عبارة «من الآب وحده» من حقيقة أن العقيدة ذاتها لا تحوي سوى عبارة «من الآب». وبذلك اعتبرت كلمة «وحده»، التي يرى فوتيوس والأرثوذوكس أنها لا يجب أن تضاف إلى المذهب، بأنها «تحشية للمذهب» وتوضيح وشرح أو تفسير لمعناه.